# Borkenthelea nothofagus
Borkenthelea nothofagus är en tvåvingeart som beskrevs av Gustavo R. Spinelli och Eileen D. Grogan 1993. Borkenthelea nothofagus ingår i släktet Borkenthelea och familjen svidknott. Inga underarter finns listade i Catalogue of Life.